# ニュージーランドの医療

OECD各国の一人あたり保健支出（青は公的、赤は私的）

OECD各国の財源別保健支出。
水色は政府一般歳出、紫は社会保険、赤は自己負担、橙は民間保険、緑はその他

OECD各国における成人の健康自己申告。「How is your health in general?」にgoodまたはbetterと回答した割合(%)。

ニュージーランドの医療ではユニバーサルヘルスケアが達成されており、ニュージーランド保健省が所管しており、現場へのサービス提供は20地域ある保健省配下の政府機関District health boards (DHB)の責務である。NZには社会保険制度は存在せず、一般税収にて運営される。
NZは2012年では、GDPの8.7%、人口あたり$3,929米ドルを医療に投じていた。支出のおよそ77%は公的負担である。
平均寿命は82歳（男性80歳、女性83歳）。「自分は健康である」と自己報告した人の割合はOECD中で第1位であった。

## 医療制度
事故による医療受診については、政府機関 Accident Compensation Corporation (ACC) が完全にカバーする。

## 医薬品
医薬品はニュージーランド医薬品管理局 (PHARMAC) が所管しており、1993年より処方薬に対しての補助支給額を決定している。PHARMACは医薬品について効能と安全性をクラス分類し、そして製薬会社と薬価を交渉する。リストにはおよそ2000の薬が掲載され、それぞれ国からの補助率（全額または部分的）が定められている。